# Indocalamus emeiensis
Indocalamus emeiensis är en gräsart som beskrevs av Cheng De Chu och Chi Son Chao. Indocalamus emeiensis ingår i släktet Indocalamus och familjen gräs. Inga underarter finns listade i Catalogue of Life.